# Amy Kwolek
Amy Kwolek (ur. 7 maja 1986, jako Amy Kwoleková) – brytyjska aktorka młodego pokolenia. Grała w serialu „Dziewczyny i miłość” („Girls in love”).

## Filmografia
- 1998–2001 – „Niefortunna czarownica” jako Gladys Rush
- 2002 – The secret jako Michelle Duncan
- 2003 – Dziewczyny i miłość jako Nadine Foster